# Теміста
Теміста з Лампсаке (грец. Θεμίστη), дружина Леонтея, була ученицею Епікура, на початку III століття до н. е. Школа Епікура була незвичною в 3 столітті, оскільки вона дозволяла жінкам відвідувати її, і ми також читаємо про Леонтіона, який відвідував школу Епікура приблизно в той самий час. Цицерон висміює Епікура за те, що він написав «незліченні томи на славу Темісти», замість таких більш гідних людей, як Мілтіад, Фемістокл або Епамінонда. Теміста та Леонтей назвали свого сина Епікуром.